# Priska Hinz
Pour les articles homonymes, voir Hinz.
Priska Hinz, née le 10 mars 1959 à Diez, est une femme politique allemande du parti Alliance 90 / Les Verts. 
De 1998 à 1999, elle est ministre d'État à l'environnement, à l'énergie, à la jeunesse, à la famille et à la santé en Hesse. Depuis le 18 janvier 2014, elle est ministre d'État à l'environnement, à la protection du climat, à l'agriculture et à la protection des consommateurs en Hesse. 

## Biographie
Après avoir terminé ses études secondaires à l'école Comenius de Herborn en 1974, Priska Hinz étudie à l'école technique de pédagogie sociale de Limbourg-sur-la-Lahn, qu'elle sort en 1977 en tant qu'éducatrice. Elle travaille ensuite dans un foyer pour enfants à Herborn et en 1979 elle reprend la gestion d'une garderie à Francfort-sur-le-Main. En 1982, elle rejoint le groupe parlementaire des Verts au Landtag de Hesse. 
Priska Hinz est mariée et a deux fils. 

## Parti
Priska Hinz est membre des Verts depuis 1980. De 1993 à 1995, elle est membre du conseil régional des Verts en Hesse . 

## Parlementaire
Priska Hinz est membre du Landtag de Hesse de 1985 à 1989, de 1995 à 1998 et de 1999 à 2005. De 1985 à 1987, de 1995 à 1998 et de 2003 à 2005, elle est vice-présidente du groupe parlementaire des Verts. En 1995, elle est candidate pour la présidence du groupe, mais perd contre son concurrent Alexander Müller. Jusqu'en 1998, elle est la porte-parole politique du groupe parlementaire. Priska Hinz est la meilleure candidate aux élections régionales en Hesse en 1999. Après la défaite, elle démissionne du cabinet ministériel et est devenue présidente du groupe parlementaire de 1999 à 2000. En mai 2000, elle démissionne de son poste après avoir perdu la présidence du parti des Verts à Niedernhausen par 72 voix contre 84. Depuis avril 2003, elle est la porte-parole de l'éducation et de la politique des médias dans son groupe parlementaire. 
En outre, de 1985 à 1987, elle est membre du conseil municipal de Friedrichsdorf et de 1989 à 1994, elle est trésorière de la ville et députée sociale de la ville de Maintal. De 2001 à 2006, Hinz est membre du conseil de l'arrondissement de Lahn-Dill. 
De 2005 jusqu'à sa nomination comme ministre de la Hesse, elle est membre du Bundestag. Au cours de la seizième législature, elle est porte-parole de la politique d'éducation et de recherche du groupe parlementaire Alliance 90 / Les Verts. Depuis les élections fédérales de 2009, Priska Hinz est porte-parole de la politique éducative et de la biotechnologie et membre du comité budgétaire. À partir de 2011, elle a été porte-parole de la politique budgétaire du groupe parlementaire du Bundestag Alliance 90 / Les Verts. 
Priska Hinz est élue au Bundestag via la liste proportionnelle de Hesse. 

## Mandats publics

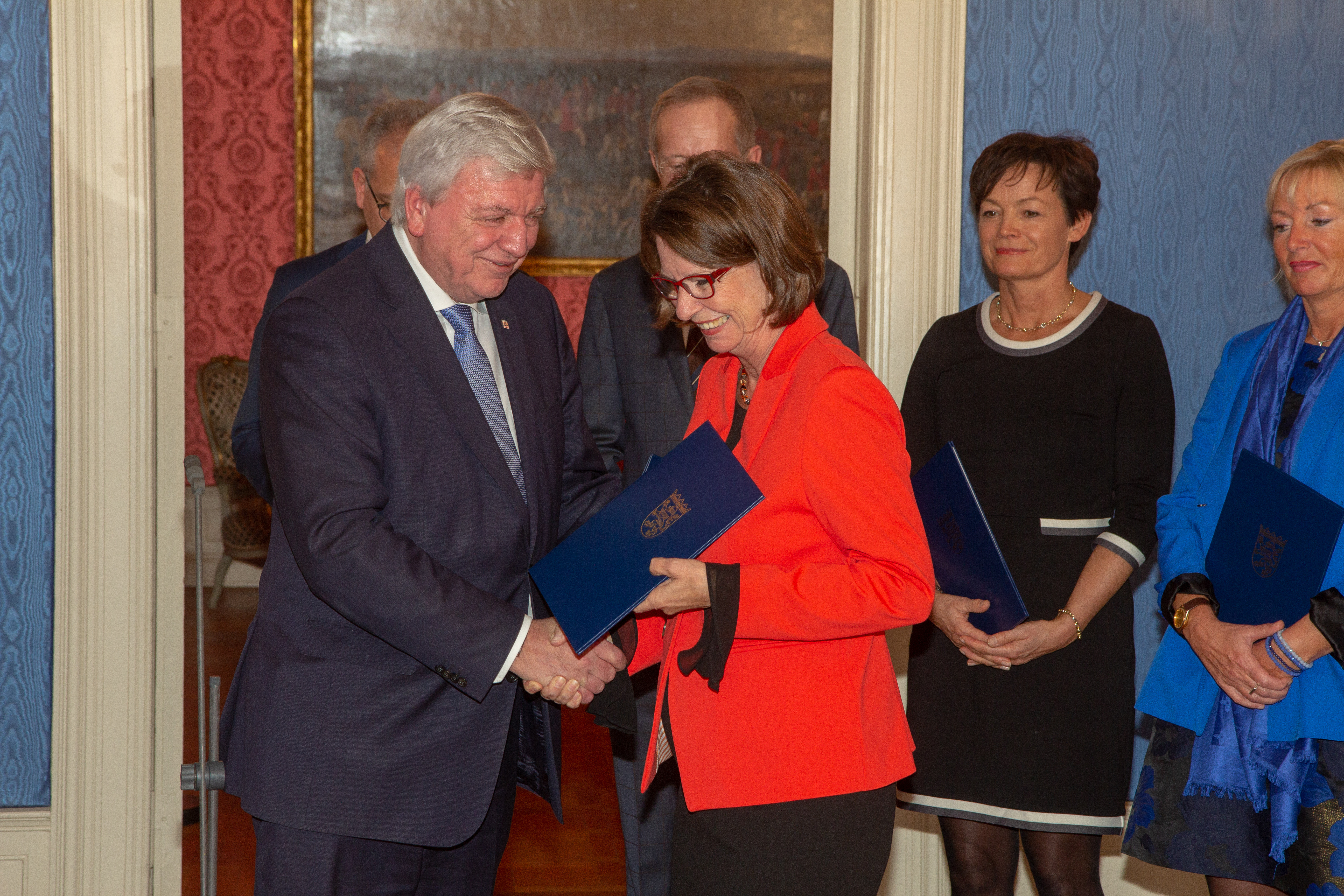
Remise du certificat de nomination le 18 janvier 2019

Le 11 novembre 1994, elle est nommée secrétaire d'État au ministère hessois de l'Environnement, de l'Énergie et des Affaires fédérales ainsi que représentante de l'État de Hesse auprès du gouvernement fédéral au sein du gouvernement de l'État dirigé par le ministre-président Hans Eichel (SPD). Elle quitte ses fonctions le 4 avril 1995 à la suite des élections au Landtag de 1995. 
Après la démission de Margarethe Nimsch en raison de l'allégation de la soi-disant " économie cousine ", Priska Hinz est nommée en mars 1998, ministre d'État de Hesse pour l'environnement, l'énergie, la jeunesse, la famille et la santé. Après que la coalition rouge-verte a perdu sa majorité aux élections au Landtag en 1999, elle quitte en avril 1999 le gouvernement de l'État. 
En 2008, Hinz devait devenir ministre de la Culture dans un gouvernement minoritaire ciblé par le SPD et les Verts en Hesse. 
Priska Hinz est membre du conseil d'administration de la DAFG - German-Arab Friendship Association e. V. 
Le 18 janvier 2014, elle est nommée membre du cabinet Bouffier II en tant que ministre d'État de Hesse pour l'environnement, la protection du climat, l'agriculture et la protection des consommateurs. En conséquence, elle quitte le Bundestag. Le successeur était le député Wolfgang Strengmann-Kuhn. 

## Cabinets
- Cabinet Eichel II
- Cabinet Bouffier II
- Cabinet Bouffier III